# 金南顺
金南顺（1980年5月7日—）是一名韩国女子射箭运动员。她在2000年悉尼夏季奥林匹克运动会中获得女子射箭团体金牌以及射箭个人比赛银牌。